# Alan McLoughlin
Alan Francis McLoughlin, född 20 april 1967 i Manchester, England, död 4 maj 2021, var en irländsk-engelsk professionell fotbollsspelare som spelade som mittfältare för fotbollsklubbarna Swindon Town, Torquay United, Southampton, Portsmouth, Wigan Athletic, Rochdale och Forest Green Rovers mellan 1986 och 2003. Han vann en Football League Third Division. McLoughlin spelade också 42 landslagsmatcher för det irländska fotbollslandslaget mellan 1990 och 1999.